# Semnoderes
Genre
Semnoderes est un genre de kinorhynches de la famille des Semnoderidae.

## Liste des espèces
Selon World Register of Marine Species (6 févr. 2011) :
- Semnoderes armiger Zelinka, 1928
- Semnoderes ponticus Băcescu & Băcescu, 1956
- Semnoderes pacificus Higgins, 1967

## Publication originale
- Zelinka, 1907 : Zur Kenntnis der Echinoderen. Zoologischer Anzeiger, vol. 32, n. 5, p. 130-136.